# 캐나다 연방통계청

캐나다 연방통계청(영어: Statistics Canada 프랑스어: Statistique Canada)은 캐나다 연방정부 산하 통계수집 및 분석 기관이다. 캐나다의 인구, 경제, 사회, 지역 통계를 공공기관과 일반에 제공하고 있다.

## 같이 보기
- 국가 통계 기관 목록
- 유엔 통계국